# 長瀬麻美
長瀬 麻美（ながせ まみ、1992年6月6日 - ）は、日本のAV女優、元グラビアアイドル。
青森県出身。元アクアス・エンターテインメント、ルピナスプロダクション、J'sプロモーション所属。デライトスタジオ所属。Diaz Group所属。

## 人物・略歴
2009年より2012年1月31日までは、「水谷 彩也加（みずたに さやか）」名義でグラビアアイドルとして活躍。2人姉妹の長女。
2010年12月17日発売のDVD『純白姉妹〜彩也加＆瑠奈〜』にて、実妹でグラビアアイドルとして活躍中の水谷瑠奈と初共演した。
2010年12月頃から、それまでE及びFであったバストカップが、Gカップへとアップした。
2011年12月4日、秋葉原での自身が司会を務めたライブイベントにて、2012年1月末を持って所属事務所卒業を発表。同日、自身のブログにて2012年1月9日開催予定のDVD「メロンパイ」発売イベントの告知を掲載。
2012年4月1日、「長瀬麻美（ながせ まみ）」名義でルピナスプロダクションから再デビュー。
2012年　ミスヤングチャンピオンにてファイナリストまで残るも受賞は逃した。
2013年頃　ミス東スポ2014ファイナリストに残る
2014年1月1日、J'sプロモーションに移籍（2014年7月末に離籍）。
同年9月、アリスJAPANよりAVデビュー。
趣味はキノコ栽培。特技は妄想・空想。
2018年9月16日、フェチ博覧会&即売会「フェチフェス１４」にマックス・エー＆トイズハートブースのマックス・エー側売り子として有花もえと初参加。
2019年6月10日、自身のTwitterでマックスエー専属終了とAV休業を発表。8月1日に復帰を報告。

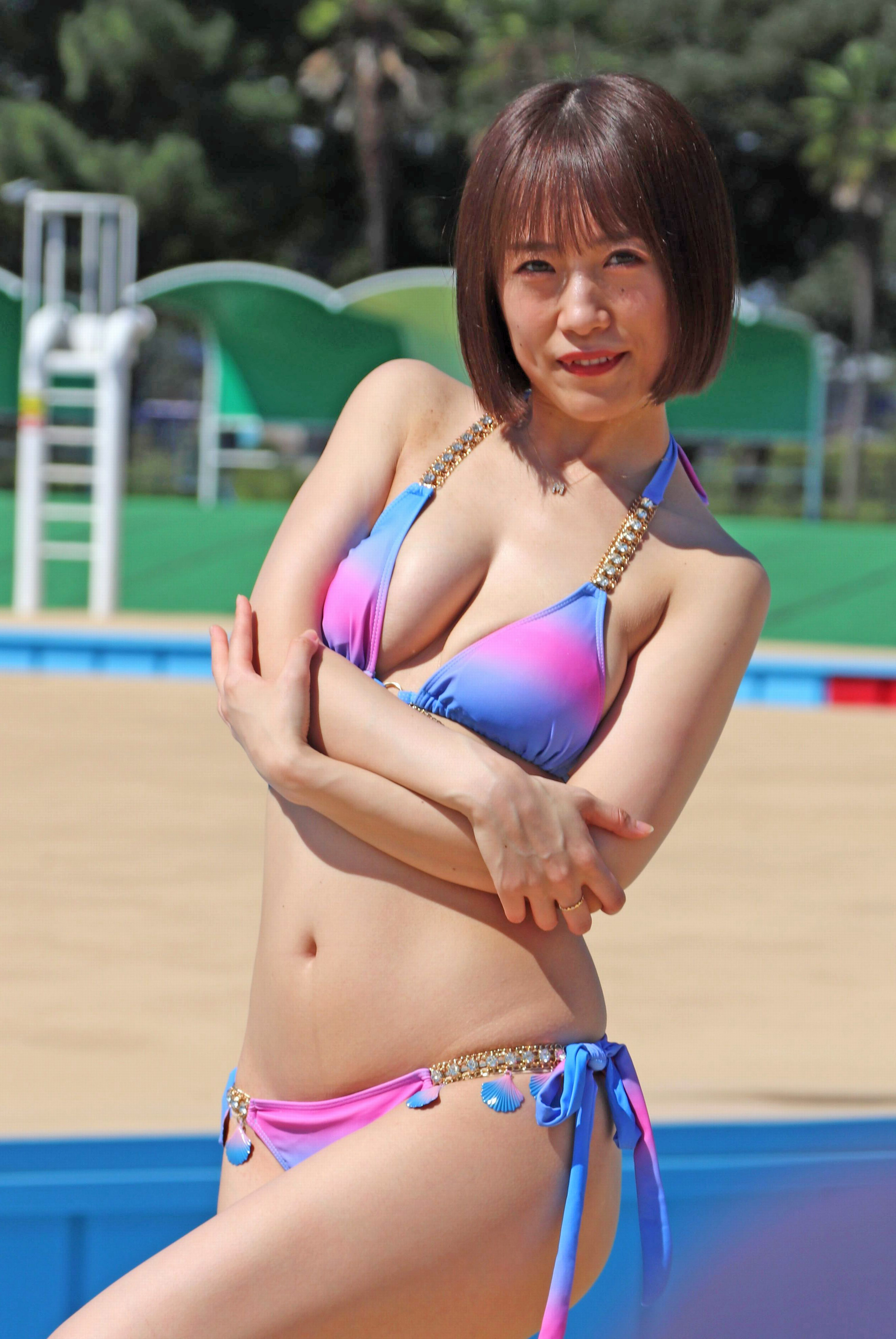
2022年9月撮影

2022年4月22日、自身のTwitterでマックスエー専属女優に復帰することを発表。2024年6月をもって、企画単体に再び意向。
2025年6月16日週FANZA通販フロアランキングにて、『ちんしゃぶ彼女紹介します。 長瀬麻美』（h.m.p）が初登場3位。

## 作品

### イメージビデオ
「水谷彩也加」名義
2009年
- ぴゅあ はいすくーる（12月29日、オルスタックピクチャーズ）

2010年
- Cookie（5月31日、マジックメディアパブリッシング）
- 恋・F・17（8月20日、M.B.D メディアブランド）
- ぷるるんはーと（10月15日、M.B.D メディアブランド）
- 純白姉妹〜彩也加＆瑠奈〜（12月17日、M.B.D メディアブランド）

2011年
- ハニーパイ（2月25日、彩文館出版 ） ISBN 978-4775605004
- 過激な初体験（5月20日、イーネット・フロンティア）
- もっと近くに（9月24日、竹書房）
- メロンパイ（12月16日、アースゲート）

「長瀬麻美」名義
2013年
- メロンパン（3月29日、グラッソ）
- 僕と麻美のヒミツの休日（1月26日、グラッソ）

2014年
- くりぃ〜みぃ〜まみぃ〜（4月18日、M.B.Dメディアブランド）

2015年
- 長瀬麻美はオレのカノジョ。（3月25日、GARDEN（ガーデン））
- 本当にデカップ 長瀬麻美 合体版（5月1日、デジタル・クライス株式会社）
- JIPPER 長瀬麻美（5月25日、QH映像）

### アダルトビデオ
「長瀬麻美」名義
2014年
- 最強グラドル降臨（9月12日、アリスJAPAN）
- 初イキ!アイドル（10月10日、アリスJAPAN）
- 長瀬麻美がシテアゲル♡（11月14日、アリスJAPAN）
- 本能を呼び覚ます濃厚なる4つのSEX（12月12日、アリスJAPAN）

2015年
- 出会って4秒で合体（1月9日、アリスJAPAN）
- 風俗ビル潜入捜査官（2月13日、アリスJAPAN）
- 濃厚なる一撃大量顔射（3月13日、アリスJAPAN）
- どうしても彼氏を満足させたい姉が、僕をSEXの練習台に指名してきた（4月10日、アリスJAPAN）
- 巨乳爆乳アリスBEST 4時間（4月10日、アリスJAPAN）共演：澁谷果歩、辰巳ゆい、麻美ゆま、菅野さゆき、美里真理、木下あずみ、奥田咲、草凪純（加納瑞穂）、黛ミキ
- ビューっと濃厚顔射スペシャル! 4時間（4月24日、アリスJAPAN）共演：葵つかさ、長澤えりな、澁谷果歩、七海なな、麻美ゆま、朝日奈あかり、小島みなみ、川上奈々美、真梨邑ケイ
- レイプ狂い（5月8日、アリスJAPAN）
- 麻美との身がもたない新婚生活（6月12日、アリスJAPAN）
- レイプ学園 文化祭ストリップショー（7月10日、アリスJAPAN）
- ランジェリー家政婦（8月14日、アリスJAPAN）
- 壁ドンしてひるんだ隙に膣ドン!（8月14日、アリスJAPAN）共演：南まゆ、有沢杏、長澤えりな、川上奈々美
- チ○ポ付き物件に住む美人姉妹（9月11日、アリスJAPAN）共演：長澤えりな
- 人間廃業×黒人（10月9日、アリスJAPAN）
- 原点 セーラー服を脱がさないで（10月23日、マックス・エー）
- 汗だく部活コスSEX（11月13日、アリスJAPAN）
- 官能小説 息子の恋人（おんな）（11月27日、マックス・エー）
- 人間廃業×ダルマ女（12月11日、アリスJAPAN）

2016年
- 僕専属、ソープ嬢（1月8日、アリスJAPAN）
- 超!!限界突破 暴乳イカセ狂い150連発（1月8日、マックス・エー）
- ネトラレ～狙われた美人妻の艶裸～（2月12日、マックス・エー）
- 本能を呼び覚ます濃厚なるSEXスペシャル2（3月11日、アリスJAPAN）共演：南まゆ、小島みなみ
- お嬢様の聖水（4月13日、マックス・エー）
- 出会って即合体スペシャル4（4月13日、アリスJAPAN）共演：彩乃なな、有沢杏、澁谷果歩、雲乃亜美、宇沙城らん、皆野あい、南まゆ、長澤えりな、伊東紅
- 超本気SEX滴る汗（5月13日、マックス・エー）
- 最強グラドル長瀬麻美8時間ベスト（6月13日、アリスJAPAN）
- 素人投稿 禁断の告白ドキュメント 巨乳若妻の性告白（6月25日、マックス・エー）
- 真夏の汗だく性交BEST（7月13日、アリスJAPAN）共演：森苺莉、葵つかさ、澁谷果歩、小森愛、知花メイサ、滝沢ひかる、美雪ありす、辰巳ゆい、奥田咲 など
- 黒人の黒光りするデカマラを見ると、スケベなヨダレを上下の口からダラダラ垂れ流し、丸呑みしちゃう変態過ぎる美少女4時間（7月13日、アリスJAPAN）共演：葵つかさ、裕木まゆ、葉山美空、南まゆ、成宮はるあ
- レイプ強姦BEST12時間（7月13日、アリスJAPAN）共演：川上奈々美、小島みなみ、辰巳ゆい、赤川絵理、樹まり子、小森愛、木下あずみ、雲乃亜美、黛ミキ など
- 本気で赤面する羞恥×露出を長瀬麻美にヤらせる!!（7月25日、マックス・エー）
- 「出会って4秒で合体」シリーズより インタビュー中に即ハメ即ピストンされて質問に答えることもままならず激イキしちゃった敏感娘20人（8月13日、マックス・エー）共演：小島みなみ、川上奈々美、皆野あい、葵つかさ、澁谷果歩、奥田咲、南まゆ、KAORI、彩乃なな など
- 濃交 長瀬麻美のリアルセックス（8月25日、マックスエー）
- ストリップ物語 裸の女神（9月1日、マックス・エー）共演：彩乃なな、吉田花 ※「AV OPEN 2016」ドラマ・ドキュメンタリー部門 エントリー作品
- 超絶テクで抜きまくり！ 美少女風俗フルコース BEST 5時間（10月13日、アリスJAPAN）共演：川上奈々美、藤咲エレン、葵つかさ、澁谷果歩
- ツンデレ姉ちゃんVSイタズラなボク 親には内緒のらぶらぶセックス（10月25日、マックス・エー）
- 【禁忌（タブー）多発注意報】バレたらヤバい！近親相姦をズルズル続けてしまういけないオンナ8人5時間（11月13日、アリスJAPAN）共演：川上奈々美、葵つかさ、江奈るり、雲乃亜美、木下あずみ、麻美ゆま、笹本結愛
- 男が悶える! スケベ回春マッサージエステ（11月25日、マックス・エー）
- 人生初!生中出しSEX 密着ドキュメント! 長瀬麻美（12月25日、マックス・エー）

2017年
- H乳のひみつ 長瀬麻美4時間（1月25日、マックス・エー）
- はじめてのパイパン解禁 ツルマン潮吹き大洪水（2月25日、マックス・エー）
- 一度は経験してみたい！！美少女泡姫桃源郷 長瀬麻美（3月25日、マックス・エー）
- 官能小説 女ざかりの年下妻 ～掌中の蜜事～ 長瀬麻美（4月25日、マックス・エー）
- 全身フェラ抜き 長瀬麻美（5月25日、マックス・エー）
- ハードサディスティックinサキュバス 長瀬麻美（6月25日、マックス・エー）
- 止まらない嫉妬×SEX 長瀬麻美（7月25日、マックス・エー）
- 本格サイコサスペンスAV 人妻の秘密 行き過ぎた愛の儀式 長瀬麻美（8月25日、マックス・エー）
- イチャLOVE神デート マーミンがリアル彼女！！ 長瀬麻美（9月25日、マックス・エー）
- 長瀬麻美が素人のフリして初めての風俗店面接！！（10月25日、マックス・エー）
- 長瀬麻美デビュー3周年記念！素人男性の「まぁみんと○○やりたい！」を叶えてあげる夢の3時間！！（11月25日、マックス・エー）
- 止まらない飲酒×最高にエロいSEX 長瀬麻美（12月25日、マックス・エー）

2018年
- 120分ノンストップSEX 淫乱遊戯 長瀬麻美（1月25日、マックス・エー）
- 昼顔の追憶 長瀬麻美（2月25日、マックス・エー）
- MaxCafeへようこそ！長瀬麻美 まぁみんのスペシャルメニューを召し上がれ（3月25日、マックス・エー）
- 白衣の堕天使 小悪魔ナースVS欲しがりドMナース 長瀬麻美（4月25日、マックス・エー）
- 真正中出し3本番 長瀬麻美（5月25日、マックス・エー）
- 本気で赤面する、美少女の放尿！！絶頂3本番スペシャル 長瀬麻美（7月25日、マックス・エー）
- 朝から晩までいつでも耳元でささやき隠語SEX 長瀬麻美（8月25日、マックス・エー）
- 官能小説 義父と甥に揺れる巨乳人妻 長瀬麻美（9月25日、マックス・エー）
- 完全発情 快楽のままに腰を振り 自らこねくりまわす騎乗位セックス 長瀬麻美（10月25日、マックス・エー）[16]
- 長瀬麻美はSEXで感じてくると精子を自ら求めて全部ゴックン!!（12月25日、マックス・エー）

2019年
- イカセどっきりマル秘報告（1月25日、マックス・エー）
- 電撃引退!?長瀬麻美（2月1日、マックス・エー）※「AV OPEN 2018」女優部門 エントリー作品
- 美人若妻の唾液と愛液が交じり合い白く泡立つPtoMセックス（3月25日、マックス・エー）
- 最後は激イキ!!絶対イカせない拘束イキ我慢!!（4月25日、マックス・エー）
- 発電するカラダ。 潮吹き×乳輪×濃厚ベロチュー（5月25日、マックス・エー）
- 濃交アゲイン 長瀬麻美の真正中出しSPECIAL（6月25日、マックス・エー）
- 長瀬麻美 4時間（8月25日、マックス・エー）
- 長瀬麻美 4時間 II（9月25日、マックス・エー）
- 欲求不満な団地妻と孕ませオヤジの汗だく濃厚中出し不倫（11月13日、溜池ゴロー）
- 長瀬麻美の凄テクを我慢できれば生★中出しSEX!（12月1日、ワンズファクトリー）
- 僕だけにしか聞こえないささやき声で密着誘惑されて中出し童貞卒業（12月6日、h.m.p）
- 集団痴漢でイカされて… 見知らぬ男たちにオッパイを揉み倒される異常快感に溺れていく巨乳OL（12月19日、OPPAI）
- 禁欲女×絶倫男ナマで覚醒!本能剥き出し真正中出し性交!!（12月25日、本中）

2020年
- 女体化堕ち捜査官2（1月7日、アタッカーズ）
- 超絶倫弟にハメられまくる無防備な爆乳姉 童貞弟を誘惑したつもりが…まさかの逆転!（2月13日、Fitch）
- あなた、許して…。 隣人の淫欲4（3月7日、アタッカーズ）
- 社長秘書の湿ったパンスト（5月7日、アタッカーズ）
- 向かいに暮らす美人妻の静かな誘惑。理性を失った僕らは濃厚に絡み合う。（5月15日、ケイ・エム・プロデュース/ヒメゴト）

2022年
- 制服狩り 女教師編（7月5日、マックス・エー）
- 媚薬捜査官×緊縛ボディドール（8月2日、マックス・エー）

### VR
- 長瀬麻美（2017年6月15日、マックス・エー）
- 高画質 長瀬麻美がボクの家にやって来て生本番！目の前でハメ潮！中出しさせてくれました！（2018年7月20日、マックス・エー）
- HQ 60fps 長瀬麻美 警戒心の薄い先輩が酔ったので強引に押し倒したら中出しまで成功！（2019年4月10日、マックス・エー）
- HQ 60fps 媚薬捜査官の麻美が潜入捜査に失敗!?拘束されて性感拷問!媚薬を塗られて快楽地獄！（2019年9月4日、マックス・エー）
- カノジョのお姉さん・長瀬麻美がセクシーボイス＆セクシーボディでボクを誘惑しつづけるハイクオリティVR!! 朝帰りほろ酔いJOI!カノジョ外出中の濃厚SEX！カノジョの横で逆夜這いSEX！（2019年11月14日、MOODYZ）

## 出演

### テレビ番組
- ここほれわんばんこ（2014年12月 - 、パチ・スロ サイトセブンTV）※レギュラー出演
- 長瀬麻美の見まっせがな！（2015年9月 - 2018年10月15日、11月16日[17]、エンタ959）※レギュラー出演

### 映画
- ミスヤンチャン学園・飯田橋女子高校〜とどけ!乙女の想い〜KISS部（2013年1月30日、監督：ウンノヨウジ）- 麻美 役[18]
- 後妻業の悪女（2016年10月11日、アイ・エム・ティ） - 彩 役
- 平成風俗史 あの時もキミはエロかった（2019年7月26日、オーピー映画）- 富永五月 役[19]
  - 平成風俗史（2019年8月27日、オーピー映画）※一般公開編集版

### 音楽活動
- 七海なな「デビュー10周年記念TALK & LIVE ～Always with you～」開催　2017年10月29日　会場：渋谷　東京ｶﾙﾁｬｰｶﾙﾁｬｰ　ゲスト：色紙美優/大和姫呂未/Ganmi/白石茉莉奈/みひろ/麻雅庵［出演順］

### WEB
- トイズハートプレゼンツ「ハートの部屋（仮）」 第40回[20]（2018年10月5日ゲスト出演、ニコニコ生放送）[21]
- タベドリ（2018年10月23日 - 11月6日、AbemaTV）[22]

## 書籍・製品

### グラビア
2014年
- No.361 Mami Nagase 長瀬麻美 [くりぃ～みぃ～まみぃ～]編 第1彈（4月18日、@misty）
- ビジュアルウェブS Vol.607（6月、小学館）
- 週刊プレイボーイNo.36 グラビア『ヤリたかった!!! SUMMER』（9月8日、集英社）
- FLASH 1302号『現役Hカップアイドル　本気の“SEXシーン”（ヌード動画7分つき）』（10月14日、光文社）

2015年
- Graphis Gals No.343 Mami Nagase 長瀬麻美（1月28日、グラフィス）

### 写真集
2013年
- 美少女図鑑 水谷彩也香18歳 / Sayaka Mizutani 彩也香の胸は凄ーく重いんです!（8月21日、スプラッシュ・プロ、撮影：会田我路）
- 本当にデカップ「柔らかバストはまだまだ発育中♪」（8月26日、pad）
- 本当にデカップ「我慢できないHカップ乳♪」（8月26日、pad）

2014年
- KISS ME!!（10月1日、双葉社、撮影：佐藤佑一） ISBN 978-4575307399

2015年
- GURAFETI Vol.68 ｢爆乳スク水むちむちＨカップ｣（11月13日、グラフェチ出版）

### トレーディングカード
- 長瀬麻美 ファースト・トレーディングカード BOX（2015年1月24日、ジュートク）

### カレンダー
- 長瀬麻美 2017年 カレンダー（2016年8月31日、トライエックス ）

### アダルトグッズ
2015年
- 最強グラドル「長瀬麻美」がイカされちゃった電マ（3月27日、ジャパンホームビデオ）
- 最強グラドル「長瀬麻美」がイカされちゃったバイブ（6月26日、ジャパンホームビデオ）
- 長瀬麻美の“中出し"ホール（11月13日、トップマーシャル）

## インタビュー
- 【マックス・エー専属　長瀬麻美ちゃんインタビュー】
  - 前編
    - 「好きな体位は騎乗位か寝バック。たぶん、密着できるのが好きなんですよ」「イチャイチャは好きなんですけど、言葉責めとか罵倒をしろとか言われたら未だにできない」（2018年12月1日、デラべっぴんR）[23]

  - 後編
    - 「放尿シーンが一番緊張します。一番恥ずかしいですね…」「酔うと帰りたくなくなっちゃいます『ねぇなんで帰っちゃうのぉ』って（笑）」（2018年12月2日、デラべっぴんR）[24]